# Museu Paleoarqueológico e Histórico Prefeito Bertoldo Jacobsen
O Museu Paleoarqueológico e Histórico Prefeito Bertoldo Jacobsen é um museu brasilleiro focado no resgate e preservação do patrimônio cultural do município de Taió (SC). Inaugurado em 18 de dezembro de 2004, o Museu é nomeado em homenagem ao primeiro prefeito do município. O principais temas de interesse são a paleontologia, a arqueologia e a história Local.

## A paleontologia
Há milhões de anos o mar cobria partes do Sul e do Sudeste brasileiro, estando Taió dentro desse contexto.
Com o passar do tempo, sucessivos avanços e recuos do mar, deixaram como herança sedimentos fósseis; que hoje compõe parte do patrimônio natural da cidade.
Os fósseis encontrados em Taió são únicos, sendo que somente em Nova Gales do Sul na Austrália são encontrados similares.
Os fósseis tem idade aproximada de 280 milhões de anos; e a maior parte encontrada pertence ao grupo dos moluscos, tendo como destaque o Heteropecten catharinae (Reed, 1930), levando esse nome em homenagem ao estado de Santa Catarina.  Também são encontrados outros materiais fossilíferos, sendo que alguns ainda estão sendo estudados.

## A arqueologia
A arqueologia se ocupa em estudar os vestígios materiais e culturais dos primeiros habitantes, estando Taió também sendo estudado por vestígios encontrados na região.
Em estudos realizados pelo Instituto Anchietano de Pesquisas do Rio Grande do Sul, a mais antiga prova de ocupação humana no estado de Santa Catarina é em Taió.
Um sítio arqueológico a céu aberto, encontrado em Taió, está datado de 8.000 anos antes do presente, sendo mais antigo até mesmo que os sambaquis do litoral catarinense.
Ao todo estão sendo estudados 26 sítios arqueológicos.
Os povos que viviam nesta região faziam parte do grupo dos jês meridionais ; cujo ainda hoje temos entre eles os Kaigang e Xokleng.
O material encontrado em Taió compõe-se basicamente de pontas de projéteis e ferramentas líticas, tendo sua fabricação pelo lascamento o polimento das rochas.

## A história local
O foco principal é o resgate histórico cultural da colonização alemã e italiana do município, esta composta por cerca de 600 doações, entre fotografias e peças que pertenciam a famílias taioenses; tendo como objetivo a preservação da história taioense.
O prédio onde está localizado o museu, construído em 1939, serviu por anos como residência da família de Leopoldo e Lizette Jacobsen, passando posteriormente a Hospital São Francisco de Assis; hoje caracterizado como a antiga residência dos Jacobsen, abriga o museu da cidade.